# Nicholas Grenon
Nicholas Grenon, també conegut com a Nicolas Grenon (c. 1380 – 17 d'octubre, 1456 a Cambrai) va ser un compositor, cantant i educador musical francès del primer Renaixement.

## Vida i obra
L'ascens de Nicholas Grenon com a cantant i mestre de cor està, a diferència del dels seus col·legues de principis del segle XV, inusualment ben documentat. Primer va treballar com a clergue a l'església de Notre Dame de París el 1399 i després va rebre la canongia del seu difunt germà Jean Grenon a l'església de Saint-Sépulchre de Cambrai. Allà, en un document se'l menciona com a diaca, havent servit anteriorment com a sub-diaca al mateix lloc. Com a molt tard, el 1403 es va traslladar a la catedral de Laon, on va exercir com a "magister puerorum" (mestre dels nens de cor) fins al 25 de maig de 1407. Després va treballar com a professor de gramàtica per a sis nens de cor a la catedral de Cambrai fins a mitjans de 1409 i va cantar al cor com a "petit vicari". El juliol de 1409 va assumir el càrrec de "magister puerorum" del duc de Berry a la Sainte Chapelle de Bourges fins a mitjans de 1412 i, abans de l'1 d'agost de 1412, es va traslladar a la cort borgonyona del duc Joan I Sense Por (que va regnar del 1404 al 1419) en el mateix càrrec. Les seves responsabilitats incloïen vetllar pel benestar dels nens de cor i donar-los lliçons de música. Després de la mort del duc, assassinat el 10 de setembre de 1419, Grenon va deixar el servei borgonyó i va tornar a Cambrai, on va treballar del 1421 al 1424.
El 1425, Grenon va viatjar a Roma via Bolonya amb el cantant Gilles Flannel i quatre nens de cor, on va esdevenir mestre dels nens de cor de la capella papal sota el papa Martí V (que va regnar del 1417 al 1430) fins al 1427. Durant aquest temps (1424-1425), va ser canonge "in absentia" a Saint Donatien a Bruges. El 1427, Grenon va tornar a Cambrai, després d'haver esdevingut canonge de la catedral el 14 de febrer de 1426, assegurant-se així la seva subsistència. Va ocupar diversos càrrecs musicals i canònics a la catedral de Cambrai fins a la seva mort. Per exemple, del 1437 al 1442, va ser cap dels "petits vicaris", va cobrar per llegir deu "parvum requiems" durant l'exercici 1439/1440, va examinar les habilitats d'un escriba durant l'exercici 1442/1443 i va copiar diverses composicions als llibres de música del cor. Quan el duc Felip el Bo va entrar a Cambrai el 1449, Grenon el va rebre a la catedral i a l'església de Saint Gery.
A més, des de finals de la dècada de 1420 fins al final de la seva vida, va mantenir un estret contacte professional i amistós amb Guillaume Dufay (c. 1400–1474). Per exemple, el 19 de maig de 1429, Grenon va presentar cartes relatives a Dufay al Capítol de Cambrai i el 1436 va ser procurador (partidari) de Dufay quan va ser nomenat canonge de la catedral. A partir del 1445, va viure com a veí de Dufay al carrer de l'Écu d'or, davant de la fleca. El 1446, també va adquirir una casa per al compositor Simon le Breton (c. 1420–1473), que s'estava allotjant a Borgonya en aquell moment. L'any següent, el Capítol de Cambrai el va advertir dues vegades que fes fora de casa seva una tal Jeanne Rousselle, a qui havia contractat com a cuinera malgrat la seva mala reputació. Grenon va obeir l'advertència i va acomiadar Jeanne; Tanmateix, aviat va ser presa de possessió per un tal Simon Mellet, cosa que va portar al seu confinament temporal en una cel·la solitària.
Grenon va morir el 17 d'octubre de 1456, i el 19 d'octubre es va celebrar la seva vetlla fúnebre (un servei funerari el dia abans del seu enterrament) a la catedral. Un dia després, va ser enterrat allà davant de la imatge de Santa Agnès sota el rellotge de l'església. La placa de bronze de la seva tomba encara existia al segle XVIII.

## Importància
Grenon és un dels compositors més destacats de principis del segle XV. Va escriure en les formes musicals més importants del seu temps i es considera un exemple rar d'un compositor que va viure més enllà de finals del segle XIV, però que ocupa l'avantguarda dels mestres entre els quals la música renaixentista va prendre forma posteriorment. Només ha sobreviscut una petita fracció de les seves obres.
A l'única composició de missa de Grenon que es conserva, un Gloria, les dues parts que es conserven comparteixen similituds amb altres composicions de missa d'aquest període al continent europeu. Juntament amb Dufay i John Dunstable (≈1390–1453), Grenon és un dels últims compositors a practicar la composició iso-rítmica en composicions de missa. A més, els seus quatre motets que es conserven es troben entre els exemples més destacats d'aquest gènere a principis del segle XV. Les cinc cançons franceses també estan elaborades amb una habilitat notable i es poden considerar exemples principals de l'estil de cançó franco-borgonyona a la generació anterior a Dufay i Binchois. D'aquestes, la balada "Je ne requier de ma dame" va guanyar l'admiració dels seus contemporanis. La resta de cançons estan elaborades de manera més senzilla: "Je suy defiant" i "La plus belle" tenen melodies líriques a les veus superiors, acompanyades d'un simple duet de tenor o contratenor, mentre que la cançó "La plus jolie" està composta principalment de manera homofònica.
A causa del seu estil musical, Nicholas Grenon, juntament amb Johannes Ciconia, Hugo Boy monachus, Martinus Fabri i altres, és considerat un dels precursors i pioners de la música francoflamenca durant el seu primer període creatiu. Amb el seu període creatiu posterior (des de cap al 1420), ja es pot considerar part de la primera generació d'aquesta era musical europea. "En particular, la balada esmentada "Je ne requier" (que va sobreviure amb una part de contratenor de Matteo di Perugia i, per tant, composta abans de 1418), amb els seus inicis d'un estil complex i subtil, mostra una qualitat que no ha de defugir la comparació amb la balada dedicatòria de Dufay "Resvellies vous" de 1423" (J. Michael Allsen al seu article de MGG sobre Nicholas Grenon).

## Obres
Edició completa: G. Reaney (ed.): Música de principis del segle XV VII, Neuhausen, prop de Stuttgart, 1983
Missa I. Moviment
- "Gloria" per a 3 o 4 (?) veus (només sobreviuen les dues veus superiors; el "tenor" es reconstrueix a l'edició completa)

Motets II.
- "Ad honorem Sancte Trinitatis" / "Celorum regnum" / "Iste sempre" per a 4 veus, per la Trinitat i Tots Sants (Roma 1424–1427)
- "Ave virtus virtutum" / "Prophetarum fulti suffragio" / "Infelix" per a 4 veus, per Nadal (Roma 1424–1427)
- "Nova vobis gaudia" per a 3 veus (també per Nadal)
- "Plasmatoris humani" / "Verbigine mater ecclesia" / ["Haec dies"] per a 4 veus, per Pasqua

III. Cançons
- "Je ne requier de ma dame", balada a 3 veus (abans de 1418), part contratenor de Matteo di Perugia (≈1370–≈1418)
- "Je suy defait", un rondeau (cançó) per a 3 veus
- "La plus belle et doulce figure", un virelai per a 3 veus, per a Cap d'Any
- "La plus jolie et la plus belle", un virelai per a 3 veus
- "Se je vous ay bien", un virelai per a 2 o 3 veus (existent en dues versions)

IV. Definitivament no atribuïble a Nicholas Grenon
- "Argi vices Poliphemus" / "Cum Pilemon rebus paucis" per a 4 veus (per a l'antipapa Joan XXIII; al text Motetus) atribuït a "Nicolaus")